# Баталов, Сулим (боец)
Сулим Баталов (чечен. Баталов Сулим; род. 21 ноября 1994 год, Урус-Мартан, Чеченская Республика) — российский боец смешанных единоборств чеченского происхождения, выступающий в лиге ACA. Занимает шестую строчку в рейтинге полутяжеловесов лиги.

## Биография
Выходец из тайпа Гендаргеной. Родился и вырос в городе Урус-Мартан Чеченской Республики. Профессиональную карьеру бойца начал в 2021 году, провёл десять боёв, в которых одержал семь побед нокаутом и две решением судей. В своём крайнем поединке уступил решением судей.

## Спортивные достижения
- Чемпион мира по «Jekpe-Jek» (бои без правил) (2021)[1].

## Статистика в МММ
| Боёв 9   | Побед 9 | Поражений 0 |
| -------- | ------- | ----------- |
| Нокаутом | 7       | 0           |
| Сдачей   | 0       | 0           |
| Решением | 2       | 0           |

| Результат | Рекорд | Соперник             | Способ                                    | Турнир                                                         | Дата            | Раунд | Время | Место               | Примечание         |
| --------- | ------ | -------------------- | ----------------------------------------- | -------------------------------------------------------------- | --------------- | ----- | ----- | ------------------- | ------------------ |
| Победа    | 9-0    | Кайо Биттенкорт      | Нокаутом (удары)                          | ACA 184: Витрук - Силва                                        | 28 февраля 2025 | 1     | 1:03  | Москва, Россия      | Выступление вечера |
| Победа    | 8-0    | Руслан Габараев      | Решением (единогласным)                   | ACA 180: Гаджиев - Гафоров                                     | 4 октября 2024  | 3     | 5:00  | Грозный, Россия     |                    |
| Победа    | 7-0    | Олег Оленичев        | Решением (единогласным)                   | ACA 177: Багов - Шайхаев 2                                     | 28 июня 2024    | 3     | 5:00  | Сочи, Россия        |                    |
| Победа    | 6-0    | Вильдемар Матеус     | Нокаутом (удары)                          | ACA 167: Байдулаев - Диас                                      | 8 декабря 2023  | 1     | 2:43  | Уфа, Россия         |                    |
| Победа    | 5-0    | Абдул-Хамид Давлятов | Техническим нокаутом (удары)              | ACA 161: Гасанов - Абдурахманов                                | 11 августа 2023 | 1     | 0:57  | Москва, Россия      |                    |
| Победа    | 4-0    | Вадим Ролич          | Техническим нокаутом (удары)              | BYE 8 Grand-Prix Berkut Finals                                 | 20 августа 2022 | 1     | 3:11  | Грозный, Россия     |                    |
| Победа    | 3-0    | Азамат Токов         | Техническим нокаутом (удары)              | ACA Young Eagles 23: Grand Prix Finals                         | 25 декабря 2021 | 2     | 1:15  | Грозный, Россия     |                    |
| Победа    | 2-0    | Андрей Ворончихин    | Техническим нокаутом (остановка доктором) | ACA YE 21 ACA Young Eagles 21                                  | 11 октября 2021 | 1     | 0:53  | Грозный, Россия     |                    |
| Победа    | 1-0    | Артур Сиражудинов    | Техническим нокаутом (удары коленями)     | ACA YE 17 ACA Young Eagles 17: Grand Prix 2021 Opening Round 2 | 20 февраля 2021 | 2     | 2:10  | Толстой-Юрт, Россия |                    |